# SATENA
Servicio Aéreo a Territorios Nacionales (SATENA) è una compagnia aerea di bandiera colombiana con sede a Bogotà mentre i suoi hub principali sono l'Aeroporto di Bogotà-El Dorado e l'Aeroporto Enrique Olaya Herrera.

## Storia
Satena è nata il 12 aprile 1962, in seguito alla firma del decreto 940 da parte dell'allora presidente della Colombia, Alberto Lleras Camargo. Le operazioni di volo sono iniziate sotto il controllo dell'aeronautica colombiana, attraverso l'utilizzo dei Douglas C-54 Skymaster, dei Douglas C-47 Skytrain, dei Beaver L-20 e dei PBY Catalina sulle di Bogotá-Leticia e Leticia-Tarapacá-El Encanto-Puerto Leguízamo. Nel 1964, l'Agenzia per lo sviluppo internazionale degli Stati Uniti, donò tre C-47 e due C-54 che portarono la flotta ad avere 12 aeromobili. Il 12 dicembre 1968, Carlos Lleras Restrepo, con la legge 80; decretò che l'aerolinea sarebbe divenuta una società ad interesse pubblico e in conseguenza di ciò, sarebbe passata al Ministero della Difesa. Tra il 1984 e il 1985, due Fokker F28 si unirono alla flotta per trasportare fino a 65 persone. Nel 1996 furono aggiunti alla flotta sei Dornier Do 328 con una capacità di 32 passeggeri mentre tra il 2002 e il 2005, sono entrati in servizio gli Embraer ERJ-145ER e gli Embraer ERJ-170LR.
Nel 2010, a causa delle perdite finanziarie pari a 25 miliardi di pesos e debiti bancari per 120 miliardi si pesos, il governo colombiano, decise di iniettare nel vettore aereo 98 miliardi di pesos e di vendere il 49% della proprietà a terzi.

## Flotta

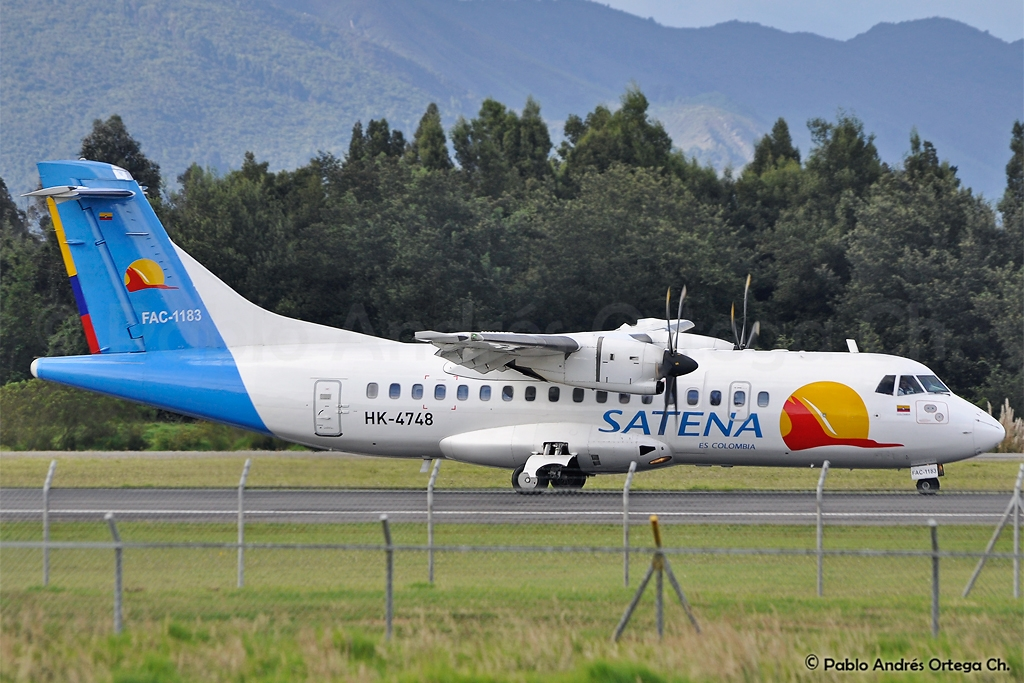
Un ATR 42-500 di SATENA.

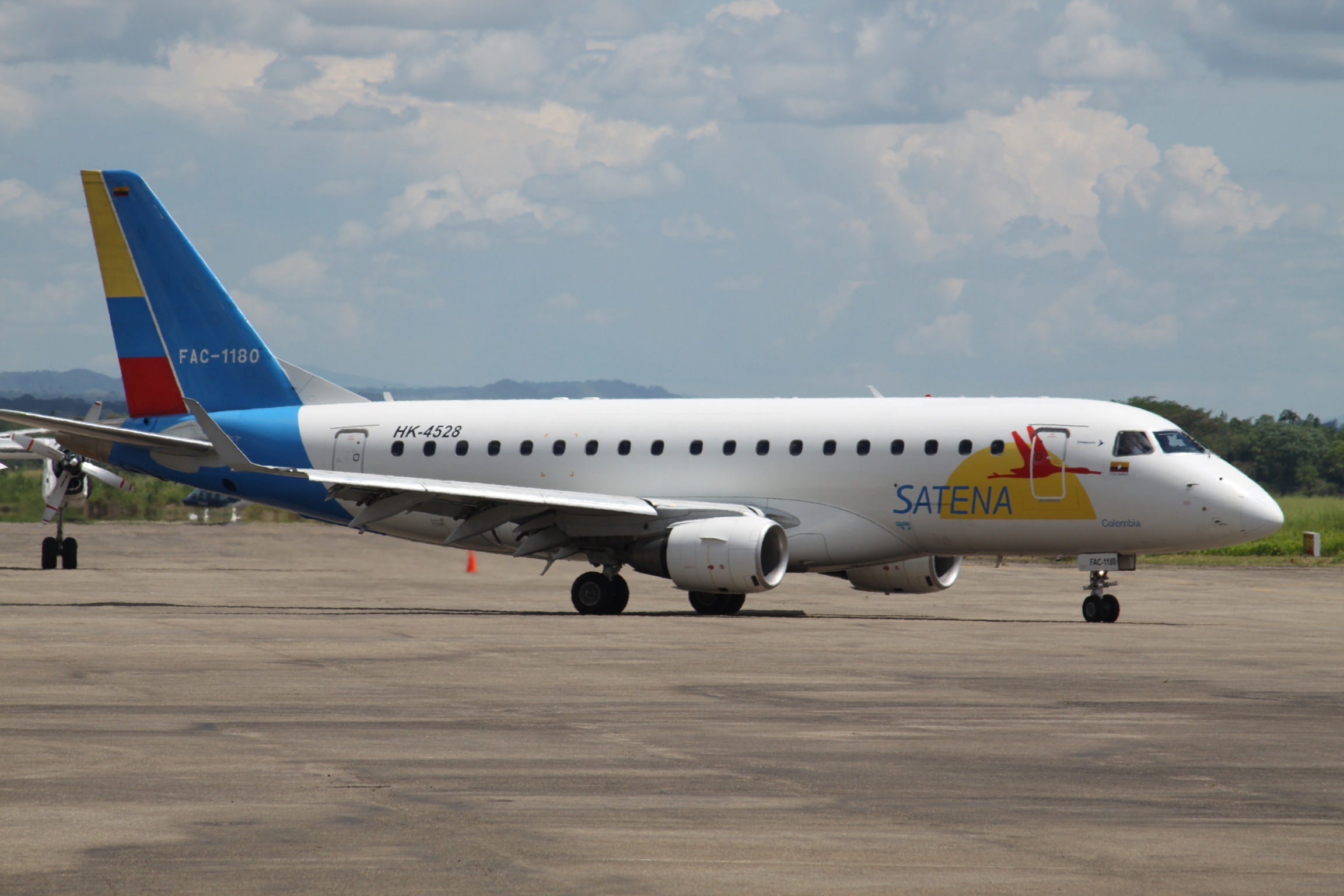
Un Embraer 170 di SATENA.

A marzo 2020 la flotta SATENA risulta composta dai seguenti aerei:

## Flotta storica

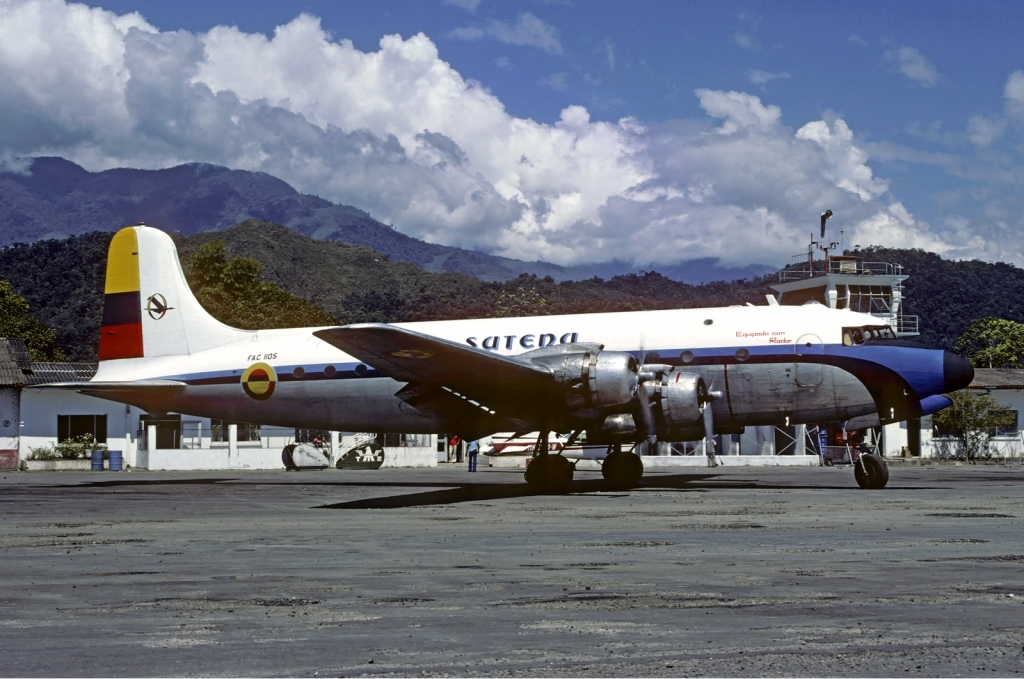
Un Douglas C-54 Skymaster di SATENA.

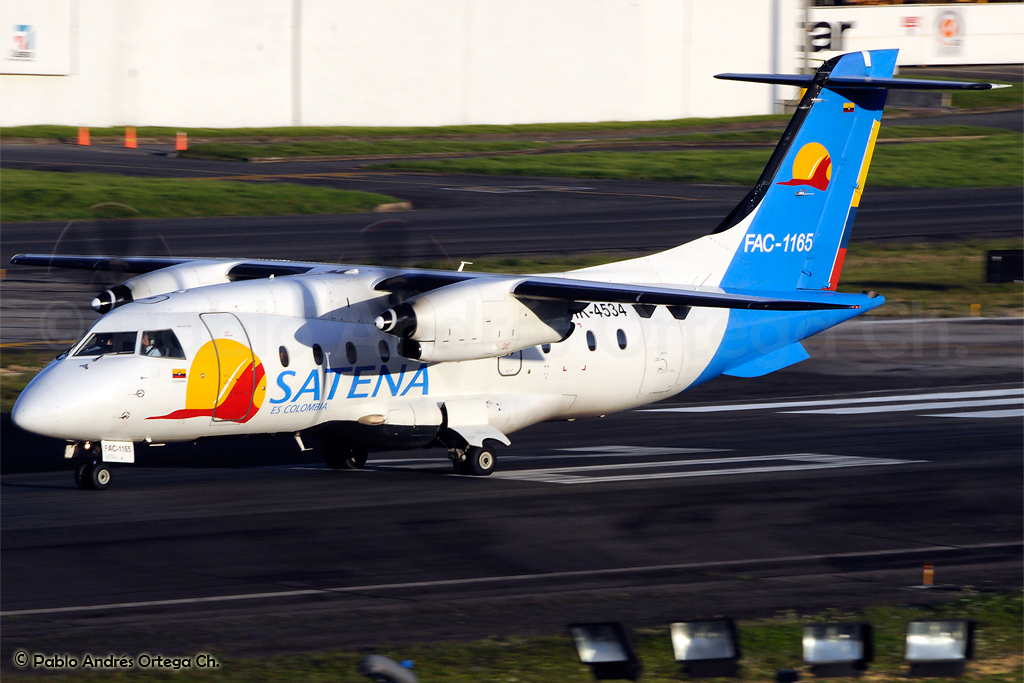
Un Dornier Do 328 di SATENA.

Nel corso degli anni SATENA ha operato con i seguenti modelli di aeromobili:
- Dornier 328
- Douglas C-54 Skymaster
- CASA C-212 Aviocar
- Hawker Siddeley HS-748
- Douglas DC-4
- Douglas EC-47 Skytrain
- Douglas DC-3
- Fokker F-28
- Boeing 727
- Embraer EMB 120 Brasilia
- PBY Catalina
- Beaver L-20